# Équipe cycliste Amore & Vita
L'équipe cycliste Amore & Vita est une formation de cyclisme professionnel sur route, basée à Lucques, en Italie. Active entre 1990 et 2021, elle court en tant qu'équipe continentale sous différentes nationalités de 2005 à 2021 et prend part aux épreuves des circuits continentaux.

## Histoire de l'équipe
Créée en 1990 pour promouvoir le cyclisme propre par Ivano Fanini, l'équipe poursuit depuis sa route au fil des pays puisqu'elle commença sous licence italienne, puis voyagea en Pologne, avant de devenir américaine, et enfin ukrainienne. L'équipe est aussi celle qui a accueilli quelques grands noms, tel que Miguel Martinez en 2008, puis à nouveau en 2020. L'équipe est enfin connue pour ses liens avec l'Église catholique et le Vatican et pour recruter des coureurs de retour de suspension et des coureurs de pays qui n'ont pas de tradition cycliste.
Tout au long de son histoire, l'équipe récolte de nombreuses victoires, notamment au cours des années 1990 : se distinguent les quatre victoires d'étape obtenues au Tour d'Italie entre 1996 et 1998, et le titre italien du contre-la-montre en 1997. 
En 2004, le manager Ivano Fanini a offert des places dans l'équipe à David Millar et Jesús Manzano, après leur aveu de dopage. 
Après que Riccardo Riccò ait été limogé par Vacansoleil pour violations de dopage en 2011, Fanini lui a offert une place dans l'équipe s'il acceptait la "détention pénitentielle". Les conditions comprenaient le retrait de ses boucles d'oreilles, de ses piercings et du diamant incrusté dans sa dent. Les deux parties n'ont pas pu s'entendre sur l'accord et Ricco a rejoint Meridiana Kamen. 
Les co-sponsors sont Fanini, Galatron et Beretta. De 2006 à 2009, la chaîne de restauration rapide McDonald's est le deuxième sponsor de l'équipe. Amore & Vita (« Amour et Vie » est le message de paix du Vatican. Durant son existence, le manager d'équipe est Cristian Fanini, qui est soutenu par les directeurs sportifs Maurizio Giorgini, Phil Cortes, Fausto Terreni et Ori Zur. En 2021, l'équipe disparait du peloton professionnel.
En 2022, une équipe américaine composée de coureurs amateurs et espoirs voit le jour sous le nom de Team Amore & Vita-Kibag-Obor. Elle est composée de neuf cyclistes, dirigés par Cristian Fanini. 

## Cas de dopage
En 1998, le manager Ivano Fanini suspend six coureurs et un entraîneur pour suspicion de dopage. En février 1999, Filippo Meloni est licencié de l'équipe après que son taux d'hématocrite est dépassé les 50% après avoir terminé troisième d'une étape du Rapport Toer.
Lors du Tour de Suisse 1999, l'équipe renvoie Timothy Jones et Massimo Gimondi (neveu de Felice Gimondi) après qu'ils ont échoué aux tests d'hématocrite. Fanini a décidé de les renvoyer, mais leur a donné la possibilité de revenir dans l'équipe s'ils fournissent le nom de la personne qui leur a fourni la substance dopante. Par ailleurs, le propriétaire de Amore e Vita veut dénoncer les deux coureurs auprès des autorités judiciaires compétentes et leur demande également une compensation pour les dommages qu'ils ont causés à l'image de l'équipe.
Le 6 juin 2014, Luca Benedetti fait l'objet d'un contrôle antidopage positif à la darbepoetine lors du Grand Prix Saguenay et est suspendu à vie.

## Palmarès et statistiques

### Principales victoires

#### Courses d'un jour
- Tour des Apennins : Giuseppe Calcaterra (1993), Danilo Celano (2017)
- Tour des Pouilles : Giuseppe Calcaterra (1993), Glenn Magnusson (1998)
- Trofeo Alcide Degasperi : Flavio Milan (1994)
- Grand Prix Nobili Rubinetterie : Dario Andriotto (1997)
- Gran Premio Industria e Commercio Artigianato Carnaghese : Mirko Puglioli (1999)
- Poreč Trophy 3 : Andrus Aug (2001)
- Giro del Medio Brenta : Przemysław Niemiec (2003)
- Tour des Abruzzes : Aliaksandr Kuschynski (2004)
- Châteauroux Classic de l'Indre : Aliaksandr Kuschynski (2004)
- Tour de Vendée : Jonas Ljungblad (2005)
- Melbourne to Warrnambool Classic : Jonas Ljungblad (2005)
- Giro d'Oro : Dainius Kairelis (2007)
- Bucks County Classic : Volodymyr Starchyk (2009)
- Challenge du Prince-Trophée de l'anniversaire : Volodymyr Bileka (2011)
- Challenge du Prince-Trophée de la maison royale : Vladislav Borisov (2011)
- Mémorial Marco Pantani : Marco Zamparella (2017)

#### Course par étapes
- Semaine internationale Coppi et Bartali : Rodolfo Massi (1994)
- Tour de Suède : Gianpaolo Mondini (1997)
- Tour de Normandie : Glenn Magnusson (1997)
- Tour de l'Ain : Cristian Gasperoni (1998)
- Tour du Cap : Timothy David Jones (1998)
- Tour du lac Léman : Glenn Magnusson (1998), Jonas Ljungblad (2005)
- Tour de Bulgarie : Seweryn Kohut (2000)
- Tour de Slovénie : Faat Zakirov (2001)
- Herald Sun Tour : Jonas Ljungblad (2004)
- Uniqa Classic : Kjell Carlström (2004)
- Boucles de la Mayenne : Aliaksandr Kuschynski (2005)
- Coppa della Pace : Alexander Filippov (2006)
- Fenkel Northern Redsea : Pierpaolo Ficara (2017)

#### Championnats nationaux
- Championnats d'Afrique du Sud sur route : 1
  - Contre-la-montre : 2002 (James Lewis Perry)
- Championnats d'Albanie sur route : 1
  - Course en ligne : 2015 (Redi Halilaj)
- Championnats de Biélorussie sur route : 1
  - Course en ligne : 2005 (Aleksandr Kuschynski)
- Championnats du Danemark sur route : 1
  - Course en ligne : 1997 (Nicolaj Bo Larsen)
- Championnats d'Érythrée sur route : 1
  - Course en ligne : 2008 (Daniel Teklehaimanot)
- Championnats de Finlande sur route : 1
  - Course en ligne : 2004 (Kjell Carlström)
- Championnats de Hongrie sur route : 1
  - Course en ligne : 2002 (Balasz Rohtmer)
- Championnats d'Israël sur route : 2
  - Course en ligne : 2011 et 2014 (Niv Libner)
- Championnats d'Italie sur route : 1
  - Contre-la-montre : 1997 (Dario Andriotto)
- Championnats de Lettonie sur route : 1
  - Course en ligne : 2020 (Viesturs Lukševics)
- Championnats de Lituanie sur route : 1
  - Course en ligne : 2005 (Dainius Kairelis)
- Championnats du Mexique sur route : 1
  - Course en ligne : 2011 (Bernardo Colex)
- Championnats de Pologne sur route : 1
  - Course en ligne : 2004 (Marek Wesoły)
- Championnats de Slovaquie sur route : 1
  - Course en ligne : 2010 (Jakub Novak)
- Championnats de Suède sur route : 1
  - Course en ligne : 2005 (Jonas Ljungblad)
- Championnats d'Ukraine sur route : 1
  - Course en ligne : 2009 (Volodymyr Starchyk)
- Championnats du Zimbabwe sur route : 1
  - Course en ligne : 1998 (Timothy David Jones)

### Résultats sur les grands tours
| - Tour de France - 0 participation - 0 victoire d'étape - 0 victoire finale - 0 classement annexe | - Tour d'Italie - 9 participations (1990, 1991, 1992, 1993, 1994, 1995, 1996, 1997, 1998) - 5 victoires d'étapes - 1 en 1990 (Fabrizio Convalle) - 2 en 1996 (Glenn Magnusson et Nicolaj Bo Larsen) - 1 en 1997 (Glenn Magnusson) - 1 en 1998 (Glenn Magnusson) - 0 victoire finale - 0 classement annexe | - Tour d'Espagne - 1 participation (1994) - 2 victoires d'étapes - 2 en 1994 (Alessio Di Basco et Giuseppe Calcaterra) - 0 victoire finale - 0 classement annexe |

## Classements UCI
De 1995 à 1998, l'équipe est classée parmi les Groupes Sportifs I, la première catégorie des équipes cyclistes professionnelles. À partir de la saison 1999, elle fait partie des Groupes Sportifs II, puis GSIII en 2003 et 2004. Les classements détaillés ci-dessous pour cette période sont ceux de la formation en fin de saison.
| Saison | Classement par équipes | Meilleur coureur au classement individuel |
| ------ | ---------------------- | ----------------------------------------- |
| 1995   | 29e                    | Alessio Di Basco (154e)                   |
| 1996   | 24e                    | Marco Vergnani (145e)                     |
| 1997   | 27e                    | Glenn Magnusson (73e)                     |
| 1998   | 27e                    | Cristian Gasperoni (131e)                 |
| 1999   | 27e (GSII)             | Maurizio De Pasquale (441e)               |
| 2001   | 33e (GSII)             | Faat Zakirov (364e)                       |
| 2002   | 21e (GSII)             | Seweryn Kohut (401e)                      |
| 2003   | 15e (GSIII)            | Kjell Carlström (518e)                    |
| 2004   | 3e (GSIII)             | Kjell Carlström (317e)                    |

À partir de 2005, l'équipe participe aux épreuves des circuits continentaux et principalement les courses du calendrier de l'UCI Europe Tour. Le tableau ci-dessous présente les classements de l'équipe sur les circuits, ainsi que son meilleur coureur au classement individuel.
UCI Africa Tour
| Saison | Classement par équipes | Meilleur coureur au classement individuel |
| ------ | ---------------------- | ----------------------------------------- |
| 2007   | 6e                     | Alexey Bauer (36e)                        |
| 2008   | 11e                    | Slawomir Kohut (50e)                      |
| 2011   | 6e                     | Volodymyr Bileka (34e)                    |
| 2016   | 18e                    | Eugenio Bani (124e)                       |
| 2017   | 14e                    | Pierpaolo Ficara (57e)                    |

UCI America Tour
| Saison | Classement par équipes | Meilleur coureur au classement individuel |
| ------ | ---------------------- | ----------------------------------------- |
| 2005   | 23e                    | Domenico Passuello (238e)                 |
| 2008   | 16e                    | Yuriy Metlushenko (23e)                   |
| 2009   | 10e                    | Volodymyr Starchyk (47e)                  |
| 2010   | 18e                    | Bernardo Colex (143e)                     |
| 2011   | 18e                    | Bernardo Colex (39e)                      |
| 2014   | 34e                    | Uri Martins (242e)                        |
| 2015   | 29e                    | Uri Martins (133e)                        |
| 2016   | 28e                    | Redi Halilaj (205e)                       |
| 2017   | 40e                    | Pierpaolo Ficara (170e)                   |
| 2018   | 37e                    | Davide Gabburo (334e)                     |

UCI Asia Tour
| Saison | Classement par équipes | Meilleur coureur au classement individuel |
| ------ | ---------------------- | ----------------------------------------- |
| 2008   | 46e                    | Shaun Davel (176e)                        |
| 2009   | 26e                    | Yuriy Metlushenko (57e)                   |
| 2010   | 17e                    | Yuriy Metlushenko (24e)                   |
| 2011   | 19e                    | Yuriy Metlushenko (26e)                   |
| 2012   | 40e                    | Maksym Averin (112e)                      |
| 2013   | 45e                    | Hossein Alizadeh (82e)                    |
| 2014   | 24e                    | Mattia Gavazzi (26e)                      |
| 2015   | 10e                    | Mattia Gavazzi (5e)                       |
| 2016   | 49e                    | Paolo Lunardon (117e)                     |
| 2017   | 61e                    | Marlen Zmorka (120e)                      |
| 2018   | 28e                    | Pierpaolo Ficara (122e)                   |

UCI Europe Tour
| Saison | Classement par équipes | Meilleur coureur au classement individuel |
| ------ | ---------------------- | ----------------------------------------- |
| 2005   | 27e                    | Jonas Ljungblad (34e)                     |
| 2006   | 44e                    | Dainius Kairelis (178e)                   |
| 2007   | 76e                    | Dainius Kairelis (150e)                   |
| 2008   | 79e                    | Vladislav Borisov (496e)                  |
| 2009   | 53e                    | Volodymyr Starchyk (51e)                  |
| 2010   | 68e                    | Vladislav Borisov (201e)                  |
| 2011   | 92e                    | Niv Libner (372e)                         |
| 2012   | 109e                   | Jarosław Dombrowski (730e)                |
| 2013   | 106e                   | Mihkel Räim (525e)                        |
| 2014   | 106e                   | Mattia Gavazzi (569e)                     |
| 2015   | 94e                    | Mattia Gavazzi (329e)                     |
| 2016   | 61e                    | Marco Zamparella (429e)                   |
| 2017   | 59e                    | Marco Zamparella (332e)                   |
| 2018   | 68e                    | Iltjan Nika (637e)                        |
| 2019   | 35e                    | Marco Tizza (269e)                        |
| 2020   | 27e                    | Marco Tizza (206e)                        |
| 2021   | 84e                    | Marco Tizza (644e)                        |

UCI Oceania Tour
| Saison | Classement par équipes | Meilleur coureur au classement individuel |
| ------ | ---------------------- | ----------------------------------------- |
| 2006   | 16e                    | Dainius Kairelis (35e)                    |

L'équipe est également classée au Classement mondial UCI qui prend en compte toutes les épreuves UCI et concerne toutes les équipes UCI.
| Saison | Classement par équipes | Meilleur coureur au classement individuel |
| ------ | ---------------------- | ----------------------------------------- |
| 2016   | -                      | Marco Zamparella (618e)                   |
| 2017   | -                      | Pierpaolo Ficara (405e)                   |
| 2018   | -                      | Pierpaolo Ficara (609e)                   |
| 2019   | 65e                    | Marco Tizza (329e)                        |
| 2020   | 50e                    | Marco Tizza (251e)                        |
| 2021   | 141e                   | Marco Tizza (840e)                        |

## Amore & Vita en 2021[18]
| Cycliste          | Date de naissance | Nationalité | Équipe 2020               |  |
| ----------------- | ----------------- | ----------- | ------------------------- |  |
| Davide Appollonio | 2 juin 1989       | Italie      | Amore & Vita-Prodir       |  |
| Mykola Kravchuk   | 27 mai 2000       | Ukraine     |                           |  |
| Andrii Nepyivoda  | 22 mars 2000      | Ukraine     |                           |  |
| Kristaps Pelcers  | 18 novembre 1999  | Lettonie    | Amore & Vita-Prodir       |  |
| Charly Petelin    | 18 mars 1994      | Luxembourg  | Amore & Vita-Prodir       |  |
| Stefano Pirazzi   | 11 mars 1987      | Italie      | Suspension                |  |
| Manuel Senni      | 11 mars 1992      | Italie      | Bardiani-CSF-Faizanè      |  |
| Marco Tizza       | 6 février 1992    | Italie      | Amore & Vita-Prodir       |  |
| Paolo Totò        | 22 janvier 1991   | Italie      | Work Service Dynatek Vega |  |
| Dmytro Volkov     | 21 février 2002   | Ukraine     |                           |  |
| Mykhalo Yanytskyi | 20 novembre 1999  | Ukraine     |                           |  |
| Bogdan Zachepa    | 7 juin 1997       | Ukraine     |                           |  |
| Anton Zaichenko   | 16 mai 1996       | Ukraine     |                           |  |
| Vladislav Zubar   | 11 mai 1997       | Ukraine     |                           |  |
| Antonio Zullo     | 31 août 1993      | Italie      | Amore & Vita-Prodir       |  |
| Stagiaire         | Date de naissance | Nationalité | Équipe 2021               |  |
| Mattia Benedetti  | 1er mars 2001     | Italie      |                           |  |
| Giacomo Cassarà   | 28 octobre 1999   | Italie      |                           |  |